# マリー・アントワネットの首飾り (映画)
『マリー・アントワネットの首飾り』（マリー・アントワネットのくびかざり、The Affair of the Necklace）は、2001年のアメリカ映画。フランスの首飾り事件を描いた歴史映画。
第74回アカデミー賞衣装デザイン賞ノミネート。

## キャスト
| 役名                                | 俳優                       | 日本語吹替 |
| ----------------------------------- | -------------------------- | ---------- |
| ジャンヌ・ド・ラ・モット・ヴァロア  | ヒラリー・スワンク         | 本田貴子   |
| レトー・ド・ヴィレット              | サイモン・ベイカー         | 落合弘治   |
| ニコラ・ド・ラ・モット伯爵          | エイドリアン・ブロディ     | 郷田ほづみ |
| ロアン枢機卿                        | ジョナサン・プライス       | 谷口節     |
| 司法大臣ブルトゥイユ男爵/ナレーター | ブライアン・コックス       | 三木敏彦   |
| マリー・アントワネット              | ジョエリー・リチャードソン | 勝生真沙子 |
| カリオストロ伯爵                    | クリストファー・ウォーケン | 手塚秀彰   |
| 少女時代のジャンヌ                  | ヘイデン・パネッティーア   | 荒井静香   |
| ルイ16世                            | サイモン・シャクルトン     | 加藤亮夫   |
| ベメール                            | ポール・ブルック           | 広瀬正志   |
| バサンジュ                          | ピーター・アイア           | 小川隆市   |
| 裁判長                              |                            | 石森達幸   |
| ニコール                            | ハーミオン・ギルフォード   | 滝沢久美子 |
| 登記大臣                            | サイモン・クンツ           | 長嶝高士   |
| ジャンヌの母                        | クリスティナ・ビル         | 杉本ゆう   |
| アベル                              | フランク・マッカスカー     | 河相智哉   |
| デムーラン                          | スティーブン・ヌーナン     | 上田陽司   |
| コリーン                            | ビクトリア・シャレット     | 山田智子   |

## あらすじ
世情不安定な18世紀フランス。かつての国王も輩出した名門ヴァロワ家に生まれたジャンヌだったが、父が民衆拠りの政治活動をしていたために逮捕・殺害され、家屋敷財産を没収された上に母も亡くなり、孤児となってしまう。孤独に美しく成長したジャンヌは、家名の存続と生まれ育った屋敷を取り戻すことを強く願い、貴族ニコラと愛のない結婚をする。宮廷に入り込み、王妃マリー・アントワネットの関心を買うことで宿願を成し遂げようと目論んでいたが、王妃はジャンヌに無関心だった。
そんなジャンヌに惹かれたジゴロのレトーは、ジャンヌに望みを叶えるために、有力者の後ろ盾を得ることを指南し、協力する。ジャンヌは、王妃に嫌悪されているために宰相になれない枢機卿ルイ・ド・ロアンに狙いを定め、神秘能力を売り物にしていたカリオストロ伯爵に助力を請い、夫ニコラも巻き込み、王妃マリー・アントワネットに親しい者だと自身を売り込み、ロアン枢機卿の信用を得ることに成功する。
そんなとき、ジャンヌが王妃と親しいとの評判を聞きつけ、宝石商がたずねてきた。宝石商の元には、先代国王のルイ15世が愛妾デュ・バリー夫人への贈り物として注文して作らせたものの、その死によって宙に浮いたままになっている160万ルーブルものダイヤモンドの豪華な首飾りがあり、これを王妃に買取の話を持ちかけるも拒否されたために困っていると言う。そこで、ジャンヌの力で何とか王妃に首飾りを購入してもらうことはできないか、と頼みに来たのだった。この首飾りを宿願の資金にしようと企んだジャンヌは、またも枢機卿を騙し、彼を保証人として、まんまと首飾りを手に入れることに成功する。騙したことが、枢機卿にばれたときの計画も用意していたジャンヌだったが、あと一歩のところで司法大臣ブルトゥイユの捜査の手が及び、犯罪は明るみに出てしまう。
まるで身に覚えのない、しかも嫌悪するロアン枢機卿が絡んでいたことに王妃は激怒し、夫のルイ16世やブルトゥイユの反対を押し切り裁判に持ち込むことを要求する。関係者は次々と逮捕され、レトーは共に逃亡するようにジャンヌを説得するが、ジャンヌは家の名誉のため裁判に臨むことを選び、逮捕されるのだった。そしてこの事件は真相とは別のところで、王室に対する民衆の不満を急激に悪化させ、フランス革命の原因のひとつとなったと伝えられるようになった。